# Władysław Soporek
Władysław Soporek (né le 10 décembre 1927 à Grodzisk Mazowiecki en Pologne et décédé le 25 octobre 1986 à Łódź) était un joueur de football polonais.